# Stal do nawęglania
Stal do nawęglania – stal używana do obróbki cieplno-chemicznej – nawęglania. Do procesu tego stosuje się stale konstrukcyjne wyższej jakości, niskostopowe oraz stale stopowe o małej lub średniej (0,08–0,25%) zawartości  węgla. Należą do nich stale o symbolach (wg Polskiej Normy) 16HG, 20HG, 18HGT, 18HGM, 15HN, 17HNM i 18H2N2.
Wyroby wykonane z takiej stali po nawęgleniu zachowują dużą ciągliwość rdzenia i twardość powierzchni. Po nawęgleniu używane są produkcji np. kół zębatych, ślimaków, wałów, przekładni itp. elementów pracujących pod dużym obciążeniem i wymagających dużej wytrzymałości.